# Didier Mouron
Pour les articles homonymes, voir Mouron.
 (août 2025).
Si vous disposez d'ouvrages ou d'articles de référence ou si vous connaissez des sites web de qualité traitant du thème abordé ici, merci de compléter l'article en donnant les références utiles à sa vérifiabilité et en les liant à la section « Notes et références ».
Didier Jean-Charles Mouron (né le 3 juillet 1958 à Vevey) est un artiste suisse naturalisé canadien. Il est le père de l'écrivain Quentin Mouron.

## Biographie

### Enfance et formation
Didier Mouron passe son enfance au Mont-Pèlerin sur Chardonne, sa commune d'origine. Le 3 octobre 1961, alors qu'il est âgé de 3 ans, il perd l'usage d'une main dans une calandre industrielle. De nombreuses interventions chirurgicales et une longue période de rééducation lui permettront de retrouver toute sa dextérité.
Cet événement est sans doute à l'origine d'une certaine hypersensibilité que l'on retrouve chez les grands brûlés et d'un besoin créatif qu'il extériorise par le biais du premier outil qui se présente à lui : un crayon à mine.
Très vite il se distingue par une utilisation très particulière qu'il en fait. La méthode consiste à élaborer des formes d'un seul trait, sans construction, sans esquisse ni retouche.

« Ce ne sont pas des dessins au vrai sens du terme car l’on n’y retrouve ni construction ni esquisse. C’est pour cette raison que Didier Mouron définit ses créations comme étant des « peintures au crayon. »

— Nouvelle Revue de Lausanne, 27 mai 1987

« Il agresse la feuille. Il sculpte plus qu’il ne dessine… »

— Paris Match, 29 mars 1990
Il se plaît à dire : « Je vis comme je peins et je peins comme je vis. Je voyage dans un univers utopique parsemé d'incohérences, d'irréalisable et d'irréalisme ».
En 1976 il complète une formation de dessinateur technique. Un métier qu'il abandonne assez rapidement pour se consacrer à sa passion pour le crayon.

### Début de carrière
Encouragé par son entourage, il réalise ses premières expositions publiques entre 1978 et 1984. Son style particulier remporte un succès très régional. Mais lorsqu'il cherche à élargir ses ambitions il se heurte à un certain manque de reconnaissance face aux œuvres "papier crayon". L'approche des galeries d'art reconnues s'avère dès lors compliquée et le dialogue est difficile.
La communauté artistique locale s'intéresse pourtant à son travail mais son manque flagrant de connaissance du milieu le rend particulièrement maladroit dans ses relations et se solde par un rejet. Il est malgré tout remarqué par une américaine de passage qui lui propose d'aller présenter son travail à un ami galeriste de New York.

« Très jeune et sans doute totalement inconscient, j'étais gonflé à bloque par un relatif succès. Quelque chose me disait qu'il ne fallait pas rater cette occasion. Sans trop savoir ce qui m'arrivait, j'ai rompu avec les réalités du moment et j'ai décidé de partir à la rencontre de ma destinée. Le premier défi était de tenter le tout pour le tout pour être capable de vivre de mon crayon. J’avais le sentiment très fort que ce type d’ambition ne devait pas être caressée, mais empoignée. Qu’il était primordial d’investir toute l’énergie et les ressources du moment pour être capable de s’arracher au confort déjà établi. J'avais l'impression de faire une dépression euphorique. Je remettais tout en question. Je brisais toutes les notions de sécurité auxquelles, à 25 ans, je m'étais déjà accoutumé. »

— Extrait d'une interview réalisée en 2008

### Amérique du Nord
Il quitte la Suisse en juillet 1984 et réalise ses premières expositions outre-Atlantique en ville de Québec. En décembre 1985, il est invité à exposer à la Trump Tower à New-York. L'événement lance sa carrière américaine. De 1985 à 1987, ses œuvres sont exposées dans les principales grandes villes des États-Unis.

### Appaloosa Ranch
En 1992 Didier Mouron accompagné de son épouse Isabelle et de leur fils Quentin s'installent au Canada. Ils font l'acquisition du ranch au cœur de la forêt québécoise et y vivent jusqu'en 2002. En marge des activités du ranch, il réalise certaines de ses plus belles œuvres.

### Off-the-Wall
En 2002, Didier Mouron revient en Suisse pour y développer une façon nouvelle de présenter son travail. Une idée inédite qui s’accorde avec son besoin d'indépendance et son ambition d'étendre son œuvre au-delà des murs.
Avec la collaboration d’une équipe de designers, Didier Mouron met au point un support qu’il baptise « Totm ». Une structure d’aluminium aux lignes sobres et épurées.

« Le Totm représente la fin d'une dépendance ancestrale entre la peinture et le mur. »

Didier Mouron pousse le potentiel de ce nouveau concept à son extrême en créant des spectacles tantôt en plein désert, tantôt dans un volcan éteint, tantôt dans une propriété luxueuse de l'ouest Los Angeles. La Californie devient son terrain de jeu privilégié, sa propre galerie géante qu'il baptisera « Off-the-Wall ».

### Asie
En 2010, ses œuvres sont exposées à Singapour. En 2013, le propriétaire de l'un de ses tableaux l'invite en Chine et lui organise une série d'expositions dont l'une qui se déroule à la Cité Interdite de Pékin.

### Dreams of Mouron

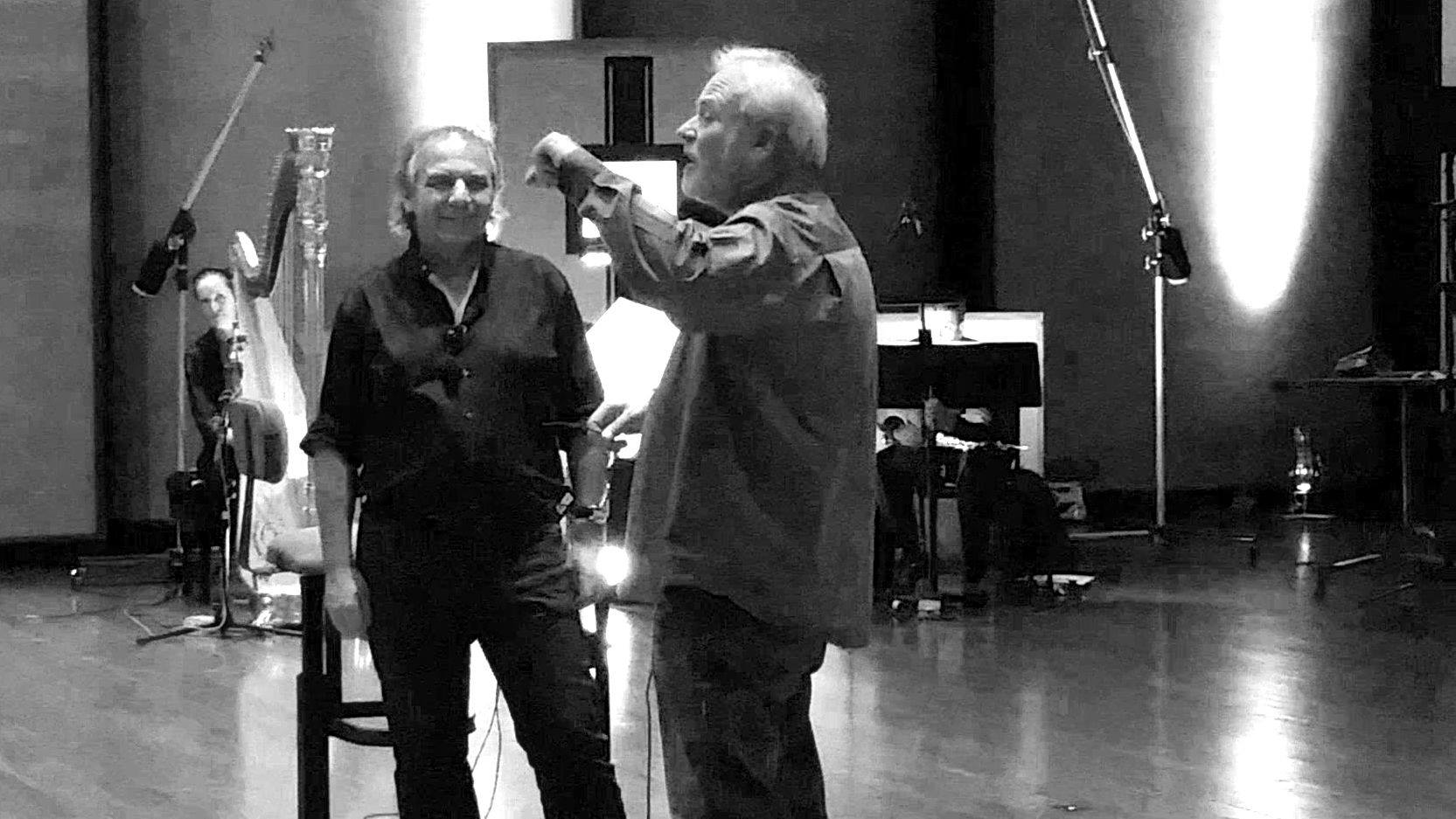
Didier Mouron et le compositeur Don Harper (à droite) pendant le tournage de "Dreams of Mouron" en octobre 2014 dans les studios de la Warner Bros. à Burbank en Californie.

Lors de l'une de ses expositions californiennes il rencontre le compositeur Don Harper. Tous deux s'associent pour réaliser un projet commun d'envergure : « Dreams of Mouron ». Un spectacle qui allie musique et tableaux et dont la première représentation a eu lieu en 2014 dans les studios de la Warner Bros.

### Vie privée
En 1976, Didier Mouron rencontre Isabelle Ulrich. Elle deviendra son épouse en 1986 et l'accompagnera tout au long de sa carrière. Ils ont ensemble un fils unique, l'écrivain Quentin Mouron né en 1989.

## Expositions
- Galerie du Vieux-Port, Québec, Canada[3]
- Private exhibition at Donald Trump, New York, États-Unis[4]
- Galerie Cazanove, Pointe-à-Pitre, Guadeloupe[5]

## Œuvres majeures
- La Marée Descendante, 1985, 74 × 38 cm
- Rencontre avec Déméter, 1985, 52 × 68 cm
- Toujours en Vie, 1992, 50 × 39 cm
- Le Jugement de Pâris I, 2005, 84 × 38 cm
- Jesrad, 2005, 36 × 27 cm
- La Chambre, 2008, 35 × 27 cm
- Combien étaient-ils ?, 2011, 70 × 50 cm

## Publications
- Didier Mouron, Éditions Artal, Suisse
- Des mots, des images, Éditions Primavesi, Canada
- Dialogue I, En collaboration avec Quentin Mouron[6], Suisse  (ISBN 978-2-8399-3534-0)

## Filmographie
- Dreams of Mouron, Réalisé dans les studios de la Warner Bros. en collaboration avec le compositeur Don Harper. (Burbank, California)